# Falha Oriental da Anatólia

A falha oriental da Anatólia e falhas vizinhas.

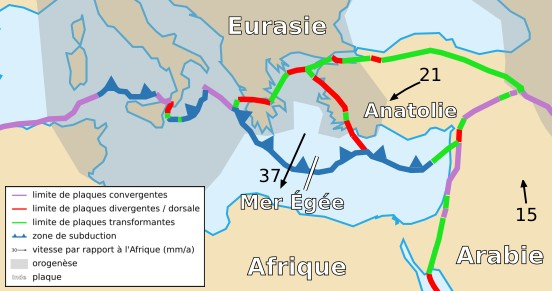
PSentido de movimentação das placas tectônicas (setas pretas) e tipos de falhas geológicas da placa da Anatólia e placas adjacentes.

A Falha Oriental da Anatólia é uma falha geológica transformante localizada no leste da Turquia ao longo do limite leste da Placa da Anatólia, que move-se no sentido leste, e Placa Arábica, que move-se no sentido norte. A diferença entre os movimentos das duas placas é manifestado no movimento lateral para a esquerda ao longo da falha.
A falha está posicionada em uma direção sudoeste-nordeste, iniciando na Junção Tripla de Maras, ao norte, até a junção tripla de Carleova, onde encontra a Falha Setentrional da Anatólia.

## Terremotos Relevantes
- Sismo da Turquia de 2010

O sismo da Turquia de 2010, ocorreu a 45 km a oeste da cidade de Bingol e a 625 km ao leste da cidade de Ancara, a capital da Turquia. O evento ocorreu a uma profundidade de 10 km, a 105 km do sul-sudeste de Elaze, capital da província de Elaze. O momento da ruptura ocorreu às 4h32 local, ou 23h32 de domingo, 8 de março de 2010 pelo horário de Brasília. O seu epicentro ocorreu em Basyurt-Karakocan, atingindo 5,9 graus na escala de Richter (Mw). Mais de 20 tremores secundários foram registrados na região, o mais intenso, de magnitude 5,5 na escala de Richter.